# Dan Constantin Jipa
Dan Constantin Jipa (n. 20 decembrie 1935, București; d. 28 septembrie 2020, București) este un geolog român, membru corespondent al Academiei Române din 2014.

## Legături extrne
- Membrii Academiei Române din 1866 până în prezent – J